# Jean-Louis Heim
Pour les articles homonymes, voir Heim.
Jean-Louis Heim, né le 29 décembre 1937 dans le 14e arrondissement de Paris et mort le 11 février 2018 à Le Port-Marly, est un paléoanthropologue français, professeur de  paléoanthropologie au Muséum national d'histoire naturelle, professeur à l'Institut de paléontologie humaine et lauréat de l'Académie des sciences. 
Chercheur à l'Institut de paléontologie humaine, il a été également sous-directeur du laboratoire d'anthropologie biologique du Muséum national d'histoire naturelle à partir de 1985.  

## Biographie
Jean-Louis Heim nait dans une famille de scientifiques : il est le fils de Roger Heim (12 février 1900 - 17 septembre 1979), professeur de mycologie au Muséum national d'histoire naturelle, membre fondateur de l'Union internationale pour la conservation de la nature (UICN), et de la mycologue roumaine Panca Eftimiu, spécialiste des Exoascées au jardin botanique de Bucarest.
Il suit d'abord une formation littéraire puis s'engage dans la voie scientifique, pour soutenir en 1972 un doctorat en anthropologie. Nommé chercheur au CNRS (1962), Jean-Louis Heim y entreprend des recherches en anatomie anthropologique concernant certains indices anatomiques relatifs au langage articulé. 
Il obtiendra en 1974, la chaire de professeur de paléo-anthropologie, succédant ainsi, à l'Institut de paléontologie humaine de Paris, au Pr Henri-Victor Vallois sans pour autant adhérer à la conception de ce dernier : Jean-Louis Heim envisage une humanité diverse par ses phénotypes mais sans « races », puisque pour constituer une race, il faut qu'à chaque phénotype corresponde un génotype propre et exclusif.
Le Pr Henri-Victor Vallois, son directeur de thèse, titulaire de la chaire d'anthropologie du Muséum national d'histoire naturelle, lui fait néanmoins confiance et lui propose un thème d’étude et de recherches : les hommes fossiles de La Ferrassie, un abri sous roche situé sur la commune de Savignac-de-Miremont en Dordogne. Progressivement atteint de cécité en vieillissant, son mentor se retirera peu à peu de ses fonctions. Il lui confiera l'ensemble des découvertes de La Ferrassie, qu’il le charge de trier. Le jeune Jean-Louis Heim rédigera les Mémoires numéros 35 et 38 des Archives de l’Institut de paléontologie humaine : « Les Hommes fossiles de la Ferrassie », Tome I et II, parus en 1976 et 1982. 
Étudiant des fossiles d’enfants d'âges différents, Heim démontre les spécificités de leur croissance en 1982 dans : « Les Enfants néandertaliens de La Ferrassie ». En effet, les Néandertaliens arrivent à l’âge adulte plus tôt que les Homo sapiens. Aux environs de 10 ans, ils atteignent leur maturité sexuelle et osseuse : un âge où les Homo sapiens entament la puberté. Le Pr Heim précise : « On n’a pas la possibilité de mesurer les taux hormonaux dans les ossements retrouvés, mais on a la possibilité de constater les effets de dosages hormonaux excessifs sur l’homme moderne. Par exemple, il est à noter que dans les cas d’acromégalie (hypertrophie des os de la face et des extrémités des membres due à un excès d’hormones somatotropes) on arrive à retrouver sur l’homme moderne des caractères typiquement néandertaliens tels que : épaississement des parois crâniennes, développement des arcades sourcilières, développement également des sinus avec très forte pneumatisation au niveau frontal et maxillaire, un caractère typiquement acromégale que l’on retrouve chez tous les Néandertaliens.»
En 1985, Heim rectifie les connaissances acquises sur l’homme de Néandertal. En effet, la première reconstitution effectuée par Marcellin Boule en 1911 comportait des erreurs : Néandertal fut représenté les jambes fléchies, à la stature proche d’un singe. En remettant minutieusement chaque fragment d’os à sa place, Jean-Louis Heim démontre qu’il avait en réalité une stature bipède identique à la nôtre,,.
Jean-Louis Heim est nommé au poste de professeur au Laboratoire d'anthropologie physique du Muséum national d'histoire naturelle en 1992, au Département des Sciences préhistoriques qu'il est chargé de réorganiser.
Ses travaux se traduisent par plus d’une centaine de publications sur l'évolution humaine : il devient l'un des coryphées du Paléolithique moyen dans le monde, et des hommes de Neandertal en particulier. La poursuite de ses activités scientifiques le conduit à étudier l'os hyoïde et la genèse de la parole, en collaboration avec l’Institut de la communication parlée de l’université Stendhal de Grenoble, au sein d'un équipe pluridisciplinaire. 
Parallèlement il mène des activités aussi bien d'enseignement (DEA, Direction de thèses) qu'administratives au sein de Commissions scientifiques et au ministère de l'Enseignement supérieur et de la Recherche. Ses travaux ont donné lieu à l'organisation de plusieurs réunions scientifiques, colloques et congrès ainsi qu’à la création d'un musée consacré à l’Homme de Néandertal, le Préhisto-Parc à Tursac. Depuis 1996, il est expert auprès des tribunaux dans le domaine des sciences médico-légales.
Il nuance les critiques visant sa doctorante, la paléoanthropologue Anne Dambricourt Malassé, suspectée d'être partisane du dessein intelligent à la suite de la diffusion sur « Arte » le 29 octobre 2005 du documentaire de Thomas Johnson, Homo Sapiens, une nouvelle histoire de l'homme. Jean-Louis Heim félicite la chaîne d'avoir diffusé ce documentaire en dépit des oppositions, en argumentant qu'un vrai débat scientifique enrichit la réflexion des chercheurs et ouvre de nouvelles perspectives, ce débat ayant eu lieu à l'Académie des sciences en 2004 et filmé pour l'introduction du documentaire.

## Publications scientifiques (liste non exhaustive)
- 2013 "La Longue Marche du Genre Humain", de la Bipedie a la Parole, Jean-Louis Heim, L'Harmattan Éditeur (12 juillet 2013), Collection 'Médecine à travers les siècles', 176 pages,  (ISBN 978-2343009063)
- 2012 "El-Deir nécropoles", Tome 2: Les nécropoles Nord et Nord-Est, Françoise Dunand, Jean-Louis Heim, Roger Lichtenberg, Éditions Cybèle (1er novembre 2012),  (ISBN 978-2915840315)
- 2010 "El-Deir nécropoles", Tome 1: La nécropole Sud, Auteurs: Jean-Louis Heim, Françoise Dunand, Roger Lichtenberg, Éditions Cybèle (1er avril 2010), 248 pages,  (ISBN 978-2915840162)
- 2008 "Le matériel archéologique et les restes humains de la nécropole d'Aïn el-Labakha (oasis de Kharga)", Bhagat Ahmed Ibrahim, Magdi Hussein, Françoise Dunand, Jean-Louis Heim, Roger Lichtenberg, Éditions Cybèle (1er janvier 2008), 203 pages,  (ISBN 978-2915840070)
- 2007 "Prediction of the ability of reconstitued vocal tracts of fossils to produce speech"', 16th International Congress of Phonetic Sciences, Saarbrücken, 6-10 August 2007, Jean Granat, Louis-Jean Boë, Pierre Badin, David Pochic, Jean-Louis Heim, Évelyne Peyre, Roland Benoît, Muséum National Histoire Naturelle, CNRS, Paris, ICP – Depart Speech and Cognition, GIPSA-lab, CNRS, Université Stendhal, Grenoble, ENSERG, Grenoble, Université René Descartes, Paris V, France http://www.icphs2007.de/conference/Papers/1707/1707.pdf
- 2006 "La nécropole de Douch", Exploration archéologique, Tome 2: Monographie des tombes 73 à 92, Structures sociales, économiques, religieuses de l'Égypte romaine, Auteurs: Jean-Louis Heim, Françoise Dunand, Nessim Henry Henein, Roger Lichtenberg, Éditeur : Institut français d'archéologie orientale du Caire - IFAO (16 mars 2006), Collection 'Documents de fouilles de l'IFAO', 225 pages,  (ISBN 978-2724704143)
- 2004 "Le Préhisto-parc" Un voyage dans le temps, de Néandertal à Cro-Magnon, Huguette Girard, Jean-Louis Heim, Editions Sud Ouest (1er juillet 2004), Collection 'Visiter', 32 pages,  (ISBN 978-2879015903)
- 2004 Jean-Louis Heim et Jean Granat, 2004.- Réflexions sur les activités physiques des Hommes paléolithiques : quelques données comportementales et anatomiques / L’Echo des Falaises no 8
- 2004 Jean-Louis Heim, Louis-Jean Boë, Christian Abry, Pierre Badin. Neandertal vocal tract : which potential for wowel acoustics ? In Intearction studies : Social Behaviour and Communication in Biological and Articficial Systems. Vol 5, 3. p. 409-431, voir http://www.jbe-platform.com/content/journals/10.1075/is.5.3.06boe
- 2004 Jean-Louis Heim, Louis-Jean Boë, Christian Abry, Pierre Badin Les Hommes de Neandertal étaient-ils handicapés du conduit vocal ? Primatologie, 6, p. 219-262
- 2003 Jean-Louis Heim et Jean Granat. Nouvelle méthode d’estimation de l’âge dentaire des Néandertaliens. L’Anthropologie, vol. 107, n°2 avril-juin 2003 p. 171-202
- 2003 Patricia Soto-Heim et Jean-Louis Heim . Les Hommes de Tres Arroyos (Terre de Feu, Chili) : un cas de conservation d’une morphologie archaïque chez l’Homme moderne. in : Biométrie humaine et Anthropologie. 3-4, Tome 20, p. 261-274
- 2003 Francoise Dunand, Jean-Louis Heim, Roger Lichtenberg.- La nécropole d’Aïn Labakha (Oasis de Kharga). Recherches archéologiques et anthropologiques. Actes du 8e Congrès International des Egyptologues, Le Caire
- 2002 Jean-Louis Heim, Louis-Jean Boë, Christian Abry, La parole à la portée du conduit vocal de l’Homme de Néandertal. Nouvelles recherches, nouvelles perspectives. CR Acad. Sc. Palevol 1 129-134
- 2002 Jean-Louis Heim ; Momies d’Égypte et d’ailleurs In F. Dunand et R. Lichtenberg : (Ed. Du Rocher, avril 2002: Le peuplement ancien de l’Égypte dans son cadre naturel et culturel, Les momies guanches, L’Homme du Similaun).
- 2002 Jean-Louis Heim et Jean Granat. Prothèse dentaire préhistorique ostéo-implantée. Société Française de l’Art dentaire http://www.bium.univ-paris5.fr/sfhad/vol5/
- 2002 Jean-Louis Heim, Louis-Jean Boë, Kiyoshi Honda, Shinji Maeda . Potential Neandertal vowel space was as large as that of modern humans. Journal of Phonetics, 30, 465-484
- 2001 Comment explique-t-on l’apparition des taches mongoliques ? in « Tout ce que vous avez toujours voulu savoir sur les sciences ». Ed. Bayard Compact
- 2000 Les relations biométriques du neurocrâne et de la face : l’indice cranio-facial de volume en Paléontologie Humaine (en coll. avec Jean Granat) in : Biométrie humaine et Anthropologie. 3-4, Tome 17 pp. 93-117
- 2000 La femme de Cro-Magnon et les premiers Hommes anatomiquement modernes. In « Les trésors cachés du Musée de l’Homme », Ed du Cherche-Midi, Paris
- 2000 L’enfant néandertalien du Pech de l’Azé (Dordogne) : un des plus vieux enfants connus
- 2000 Détermination de l’âge dentaire des Néandertaliens (avec Jean Granat). In Actes du Colloque : L’identité humaine en question et nouvelles technologies en Paléontologie Humaine et en Paléoanthropologie biologique
- 2000 Étude des stries d’arrêt de croissance des restes humains momifiés de l’oasis de Kharga (Égypte, époque romaine). Avec Roger Lichtenberg
- 2000 Essai de la détermination de la position du larynx à partir de repères craniométriques
- 2000 Application à la paléontologie humaine. Avec Louis-Jean Boë et S. Maeda. In : L’identité humaine en question et nouvelles technologies en Paléontologie Humaine et en Paléoanthropologie biologique. Ed Artcom, p. 187-204
- 2000 L’identité humaine en question et nouvelles technologies en Paléontologie Humaine et en Paléoanthropologie biologique
- 2000 L’anormal peut-il nous permettre de mieux comprendre notre évolution ? L’écho des Falaises. Association paléontologique de Villers-sur-Mer, No 4
- 2000 Les momies égyptiennes devant la science. In Dossiers d’Archéologie, no 252, avril 2000, p. 38-47 (en coll. avec R. Lichtenberg)
- 1999 Redécouvrir l’Homme de Néandertal : une réflexion nouvelle. L’Echo des Falaises
- 1999 Neandertal Man was not morphologically handicapped for speech (en coll. avec Louis-Jean Boë, et Shinji Maeda). in Évolution of communication, Vol 3, No 1, p. 4598-77. John Benjamins Publishing Company
- 1998 [i a u] ? À la portée d’un conduit vocal de Néandertal. Actes des XXIIèmes Journées d’Études sur la Parole, 15-19 juin. Martigny (Suisse). p. 245-248. (En coll. avec Louis-Jean Boë, Christian Abry, Shinji Maeda).
- 1998 L’Homme de La Chapelle aux Saints ou la redécouverte de l’Homme de Néandertal. in L’Homme de La Chapelle aux Saints. p. 22-32. Ass. Culture et Patrimoine en Limousin.
- 1998 La Vie dans l’extrême : Douch, Ier siècle av. J.-C.- IVe siècle apr. J.-C. : “La nécropole de Douch : bilan des recherches en anthropologie physique”. In actes du Colloque : Life on the Fringe. Living in the southern egyptian deserts during the Roman and early-Byzantine Periods. Leiden, Pays-Bas. p. 95-116
- 1998 Histoire naturelle de la formule dentaire humaine . Biométrie humaine et Anthropologie), 16, No 1-2 . p. 1-12 (en coll. avec Jean Granat).
- 1997 Ce que nous dit le nez du Néandertalien. La Recherche, 294, janvier 1997, p. 66-70.
- 1997 L’intérêt de la tomodensitométrie en Paléontologie Humaine : application à l’étude de la structure du massif facial et à la morphologie dentaire des Néandertaliens. In ”Problématique et méthodes actuelles en Biométrie humaine”.Biométrie humaine et Anthropologie), 15, no 3-4, p. 119-135. (en coll. avec Jean et Olivier Granat).
- 1995 Une sépulture individuelle du Néolithique moyen 2 à Ferrière-Larçon (Indre-et-Loire). (en coll. avec Ch. Verjux). Bull. de l’Assoc. des Amis du Musée de Préhistoire du Grand Pressigny, no 46, p. 17-29.
- 1995 Quelques réflexions sur l’acquisition de la forme humaine. Publication trimestrielle de la Société des Amis du Muséum national d'histoire Naturelle. no 183 (Septembre 1995[12]) et 184 (Décembre 1995[13]).
- 1995 Le Néandertalien de La Chapelle-aux-Saints : découverte ancienne, réflexions nouvelles. Bull. de la Société des Lettres, Sciences et Arts de la Corrèze. T 98, p. 18-29.
- 1995 La mandibule de l'enfant néandertalien de Malarnaud (Ariège) : une nouvelle approche anthropologique par la radiographie et la tomodensitométrie (en coll. avec Jean Granat). Bull. de la Soc. Royale belge d'Anthropologie et de Préhistoire. 106, p. 75-96.
- 1995 Les processus de sénescence du squelette céphalique. Applications en paléontologie humaine. In ”Biométrie de la sénescence” Cahiers d’anthropologie et Biométrie humaine, 1-2, p. 5-26. (en coll. avec Patricia Soto-Heim)
- 1989 "De l'animal à l'homme"'. Jean-Louis Heim, Éditions du Rocher (1er avril 1989), Collection 'Science et découvertes', 124 pages,  (ISBN 978-2268007083)
- 1982 "Les enfants neandertaliens de La Ferrassie", Étude anthropologique et analyse ontogénique des hommes de Neandertal, Jean-Louis Heim, Éditions Masson (1982), 169 pages,  (ISBN 978-2225763519)
- 1982 "Les Hommes fossiles de La Ferrassie 2", Les Squelettes adultes : squelette des membres, Jean-Louis Heim, Éditions Masson
- 1980 "Étude anthropologique du dolmen du Crespin, commune de Marvejols", Jean-Louis Heim, Patricia Soto-Heim, Éditeur : Centre d'études et de recherches littéraires et scientifiques de Mende, France, 91 pages
- 1979 "700000 : Sept cent mille, siècles d'histoire humaine", 'une introduction à l'histoire paléontologique de l'homme, Jean-Louis Heim, Éditions Eyrolles, Collection 'Pour mieux connaître', Impr. bayeusaine, 96 pages
- 1979 "Les squelettes de la sépulture familiale de Buffon à Montbard (Côte d'Or)", étude anthropologique et génétique, Jean-Louis Heim, Mémoires du Muséum National d'Histoire Naturelle, Série A. Zoologie ; tome 111, Éditions du Muséum.
- 1976 "Les Hommes fossiles de La Ferrassie 1", Le Gisement, les squelettes adultes, crâne et squelette du tronc, Jean-Louis Heim, Éditions Masson
- 1972 "Les néanderthaliens adultes de la Ferrassie (Dordogne)", études anthropologique et comparative, Jean-Louis Heim, 637 pages

## Expositions et Documentaires
- "Les origines du langage", 2008, 52 minutes, Réalisateur : Bernard Favre, Produit par Serge Guez et  Laure Bernard, Crescendo Films, avec la participation de France 5, Arte France, RTBF, NHK, en partenariat avec Eurovision Science, la Commission Européenne (DG Recherche), et avec le soutien du Centre National de la Cinématographie, du Ministère de l’Enseignement supérieur et de la Recherche, du Ministère des Affaires Étrangères et Européennes et du Programme MEDIA PLUS de la Communauté Européenne.
- "Reconstitution du crâne neanderthalien de La-chapelle-aux-saints", 1986, Durée 18 min, Documentaire paléolithique, Auteur, Jean-Louis HEIM, production: Service du Film de Recherche Scientifique, Réalisateur : Jean-Robert Siegfried
- "Origines de l'homme" [exposition], Musée de l'homme, Muséum national d'histoire naturelle, Paris, 20 novembre 1976-30 [octobre 1977], catalogue par Yves Coppens, Jean-Louis Heim, Colette Roubet, Paris, Musée de l'homme, 1976

## Direction de thèses et jury d'Habilitation à Diriger des Recherches (HDR)
- Ontogenèses, paléontogenèses et phylogenèse du corps mandibulaire catarhinien. Nouvelle interprétation de la mécanique humanisante (théorie de la foetalisation, Bolk 1926), première thèse du Muséum national d'Histoire naturelle en paléontologie humaine, Anne Dambricourt Malassé, 1987.
- Action de l'environnement sur le squelette humain : étude craniométrique de populations actuelles et fossiles, Nicolas Buchet, Paris , 2005
- Évolution de la fonction obstétricale chez les hominoïdes : analyse morphométrique tridimensionnelle de la cavité pelvienne chez les espèces actuelles et fossiles, July Bouhallier, 2006
- Variabilité des proportions corporelles humaines : approches ontogénique et phylogénique, Frelat Mélanie, 2007
- Les équilibres bipèdes permanents, origine embryonnaire, morphogenèse, équilibre occluso-postural, conséquences pour l’évolution psychomotrice et comportementale des hominidés, HDR, UTC de Compiègne, Anne Dambricourt Malassé. Membre du jury, 2011.
- Analyse morphométrique des molaires déciduales et définitives dans le genre Homo : perspectives phylogénétiques et biogéographiques, Souday Caroline, 2008, Lille, Atelier national de reproduction des thèses, 2012